# نيونيكوتينويد
نيونيكوتينويد (بالإنجليزية: Neonicotinoid) هو مبيد محفز عصبي كيمائياً مشابهة لنيكوتين, تم تطويرها بواسطة علماء من قبل شل وباير في الثمانينيات.
النيونيكوتينويدات هي من بين المبيدات الحشرية الأكثر استخدامًا في حماية المحاصيل.

## انظر ايضاً
انخفاض أعداد الحشرات